# Omont
Omont je francouzská obec v departementu Ardensko v regionu Grand Est. V roce 2014 zde žilo 77 obyvatel.

## Poloha obce
Sousední obce jsou: Baâlons, Bairon-et-ses-Environs, Chagny, Vendresse a Villers-le-Tilleul.

## Vývoj počtu obyvatel
Počet obyvatel